# Elena Muhina
Elena Viaceslavovna Muhina (în rusă Елена Вячеславовна Мухина, n. 1 iunie 1960, Moscova, RSFS Rusă, URSS – d. 22 decembrie 2006, Moscova, Rusia) a fost o gimnastă sovietică din Rusia, multiplă campioană europeană și mondială, una dintre cele mai bune gimnaste din a doua jumătate a anilor '70. A avut evoluții remarcabile și a intrat în istoria gimnasticii feminine prin introducerea unor elemente personale cu execuție de mare dificultate: un salt Korbut cu rotație completă (la paralele inegale), un dublu salt pe spate din ghemuit cu aterizare (la bârnă), care se folosește și astăzi, și un dublu salt pe spate cu rotație completă (la sol), numit Muhina, care și în prezent este inclus în categoria de cea mai mare dificultate a codului de punctaj. Cariera ei s-a încheiat tragic, în urma unui accident suferit la antrenamente, care a lăsat-o paralizată de la gât în jos de la vârsta de 20 de ani. A murit la vârsta de 46 de ani ca urmare a complicațiilor paraliziei.

## Cariera internațională
Primul mare succes internațional l-a înregistrat la Campionatele Europene din 1977 de la Praga, unde a câștigat medalii în toate probele individuale: trei medalii de aur și o medalie de bronz în concursurile pe aparate și o medalie de argint la individual compus.
Momentul de vârf al carierei l-a atins la Campionatele Mondiale din 1978 de la Strasbourg. Aici a câștigat medalia de aur în concursul pe echipe și la individual compus, unde a reușit să o învingă Nadia Comăneci, campioana olimpică din 1976. Tot la această competiție a mai câștigat aurul la sol și două medalii de argint: la paralele inegale și bârnă.
Participarea la Campionatele Europene din 1979 de la Copenhaga i-a mai inclus în palmares încă două medalii continentale: aurul la paralele inegale și argintul la sol.

## Accidentarea
În 1979 a suferit o fractură la un picior ca urmare a unei accidentări, ratând participarea la Campionatele Mondiale. A fost operată de două ori. Considerată favorită pentru concursul de gimnastică de la Jocurile Olimpice din 1980 de la Moscova, Muhina a fost obligată să reia antrenamentele înainte de a fi complet recuperată după operațiile suferite. Exercițiile ei cuprindeau elemente de mare dificultate, unele preluate din gimnastica masculină; antrenorii săi au insistat să păstreze aceste elemente în exerciții cu orice risc.
Cu două săptămâni înainte de Olimpiada de la Moscova, un tragic accident petrecut în timpul unui antrenament la sol i-a întrerupt brutal cariera: ratează execuția unui salt extrem de riscant (saltul Thomas), aterizând pe bărbie și fracturându-și coloana vertebrală la nivelul gâtului. A rămas tetraplegică pentru tot restul vieții. După accident, Muhina a fost decorată de URSS cu Ordinul Lenin, iar în 1983, Juan Samaranch, președintele CIO, i-a decernat Medalia de Argint a Ordinului Olimpic.
Într-unul din interviurile foarte puține, acordat săptămânalului Ogoniok (Огонёк), Muhina a criticat programul de gimnastică sovietic, în care antrenorii și activiștii încercau să obțină succesul cu orice preț.
După accidentul care a cauzat paralizia Muhinei și alte câteva incidente asemănătoare ale unor gimnaste din loturile olimpice, saltul Thomas a fost exclus din codul de punctaj, devenind un element interzis în gimnastica feminină. Rămâne permis în gimnastica masculină din 2008.